# Tabanus taipingensis
Tabanus taipingensis är en tvåvingeart som beskrevs av Xu och Wu 1985. Tabanus taipingensis ingår i släktet Tabanus och familjen bromsar. Inga underarter finns listade i Catalogue of Life.